# Portugiesische Legion (Estado Novo)

Die Flagge der Legião Portuguesa

Die Portugiesische Legion (portugiesisch Legião Portuguesa) war eine Freiwilligenmiliz des autoritären Estado Novo-Regimes in Portugal. Sie existierte von 1936 bis 1974.

## Geschichte
Das faschismusfreundliche, 1932 etablierte Estado Novo-Regime des seit 1927 amtierenden Finanzministers Salazar führte 1936 zwei typisch faschistische Massenorganisationen ein, die mit einiger Begeisterung aufgenommen wurden, und das Regime in der Bevölkerung verankerten. Neben der Jugendorganisation Mocidade Portuguesa war dies die Legião Portuguesa, ein Freiwilligenkorps zum Schutz des Regimes. Die neuen Organisationen riefen jedoch auch heftige Gegenreaktionen hervor, darunter einen zeitweise (Januar 1934) erfolgreichen, revolutionäre Züge tragenden Generalstreik der Arbeiterschaft, und einen Militäraufstand rechtsorientierter und monarchistischer Elemente, der von der Polizei vereitelt wurde.
Ein wesentlicher Grund dieses Widerstandes der mehrheitlich anarchosyndikalistisch organisierten Arbeiterschaft war der 1936 ausgebrochene Spanische Bürgerkrieg. Das Estado-Novo-Regime unterstützte die Putschisten Francos, auch mit Freiwilligen aus den Reihen der Legião Portuguesa, jedoch ohne den Einsatz einer geplanten offiziellen Legion Viriato zu wagen, nachdem sich massiver Widerstand dagegen im Land regte. Währenddessen solidarisierte sich die Arbeiterschaft mit der legitimen Republikanischen Regierung Spaniens, und sie empfand die neue Legião Portuguesa dabei in zweifacher Hinsicht als feindliche Repressionskraft, sowohl nach innen, als auch nach außen, im Zusammenhang des sich konsolidierenden Faschismus in ganz Europa.
Die Legião Portuguesa selbst hatte sich anfangs spontan aus regimefreundlichen Freiwilligen gebildet, die sich auf einem „antibolschewistischen Kreuzzug“ und in Verteidigung „des geistigen Erbes der Nation“ sahen, darunter ihr erster Leiter Teófilo Duarte. Sie war militärisch strukturiert und verfügte zudem über Seekräfte, gepanzerte Einsatzwagen und einen Nachrichtendienst. Das Regime formte daraus eine paramilitärische Organisation unter eigener Regie. Sie wurde dem Innenministerium, für den Kriegsfall dem Kriegsministerium unterstellt. Anfangs fungierte sie als Sammelbecken für faschistische und ultrarechte Kräfte, die dann ab 1938 unter der Leitung von Casimiro Teles dort zunehmend neutralisiert wurden. Die Legião wurde nun in ihrer Stellung immer weiter den Streitkräften untergeordnet und konnte keine eigene Initiativkraft mehr bilden. War die Legião zum Anfang des Zweiten Weltkriegs noch die einzige Großorganisation im Estado Novo gewesen, die uneingeschränkt auf Seiten des Dritten Reichs stand, so konnte Salazar sie ab 1942 zunehmend auf den Zivilschutz und auf die Unterbindung politischer und sozialer Unruhen im Land verpflichten. Ab 1944 konnte die Legião als uneingeschränkt regimetreu gelten, und auch ihre eigenen nachrichtendienstlichen Strukturen waren nun mit den Geheimdiensten des Staates harmonisiert. Ein Schwerpunkt der Legião wurde später, insbesondere seit den 1950er und 1960er Jahren, ihr landesweites Spitzelnetz und die Unterstützung der bei Demonstrationen eingesetzten Sondereinsatzkräfte.
Nach dem Ende des Zweiten Weltkriegs 1945 war die Legião Portuguesa jedoch, ebenso wie die Mocidade Portuguesa, zunehmend vom Zeitgeist überholt worden. Der wachsenden Kritik begegnete das Regime mit einer zusätzlichen Neuorientierung, etwa im Zivilschutz. Die Maßnahmen zeigten jedoch keine Erfolge, und sie stieß auf immer größere Ablehnung in der Bevölkerung. So wurde sie, genauso wie die Mocidade Portuguesa, im Zuge der Nelkenrevolution 1974 umgehend aufgelöst.